# オーウェンサウンド
オーウェンサウンド（英: Owen Sound）は、カナダのオンタリオ州グレイ郡の都市である。グレータートロントの一部であり、人口は約21.7千人。グレイ郡庁が置かれている。
五大湖のひとつヒューロン湖から続くジョージア湾のオーウェンサウンドという入江に面している。

## 交通

### バス
- オーウェンサウンド交通局（Owen Sound Transit）

### 空港
- オーウェンサウンド・ビリー・ビショップ地域空港（Owen Sound Billy Bishop Regional Airport）：IATAコードはYOS。ゼネラル・アビエーションではCBSAによる入境管理も行なえる。

## 姉妹都市
- アメリカ合衆国 オハイオ州マイアミズバーグ[2]